# Lobivia steinmannii
Lobivia steinmannii là một loài thực vật có hoa trong họ Cactaceae. Loài này được (Solms) Backeb. mô tả khoa học đầu tiên năm 1935.